# Mahneti
Mahneti je naselje u slovenskoj Općini Cerknici. Mahneti se nalazi u pokrajini Notranjskoj i statističkoj regiji Notranjsko-kraškoj. 

## Stanovništvo
Prema popisu stanovništva iz 2002. godine naselje je imalo 20 stanovnika.